# 가산디지털단지역
가산디지털단지역(Gasan Digital Complex station, 加山디지털團地驛)은 서울특별시 금천구 가산동에 있는 수도권 전철 1호선과 서울 지하철 7호선의 환승역이다.
1974년 수도권 전철 개통 당시에는 역 일원이 영등포구 가리봉동(1980년 구로구에 편입)에 속하여 있었기 때문에 처음 역명은 가리봉역(加里峰驛)이었으며, 1995년 행정 구역 변경으로 일대가 금천구 가산동으로 분할된 이후에도 이 역명은 유지되었으나, 역 일원의 환경이 재래식 산업단지에서 디지털 정보통신 산업 중심지로 변화함에 따라 2005년 7월 1일에 가산디지털단지역으로 역명이 바뀌었다.
7호선 승강장의 경우, 암반을 뚫어 건설하였다는 것을 강조하기 위하여 벽과 승강장이 인공 암석으로 되어있었으나, 지하 동굴형 인테리어가 2003년 대구 지하철 참사 이후에 화재에 취약하다는 점이 문제로 지적되었다. 여기에 2005년 1월 3일에는 다음 역인 철산역에서 방화 사건이 발생하게 되어 2009년 9월 승강장 벽면 교체 작업에 착수하여, 4개월 후인 2010년 1월 공사를 완료하였다. 이와 같은 이유로 벽면이 교체된 5호선 영등포시장역이나 신금호역, 마천역과는 달리, 7호선 가산디지털단지역의 역명판은 새로운 디자인으로 바뀌지 않았다. 7호선의 경우, 가산디지털단지역을 경유한 후 잠시 경기도 광명시로 들어간다. 서울 지하철 7호선은 안양천 하저터널로 철산역과 연결된다.
부기역명은 마리오아울렛이다.

## 역사
- 1974년 6월 30일 : 역사 준공
- 1974년 8월 15일 : 수도권 전철 1호선 개통과 함께 가리봉역이라는 역명으로 보통역으로 영업 개시
- 2000년 2월 29일 : 서울 지하철 7호선 온수~신풍 구간 개통으로 환승역이 됨
- 2005년 7월 1일 : 가리봉역에서 가산디지털단지역으로 역명 변경
- 2009년 12월 1일: 철도승차권 단말기 철거
- 2010년 : 1호선 가산디지털단지역 스크린도어 설치
- 2017년 8월 1일: 부역명 가산디지털단지(마리오아울렛) 역명 표기

## 역 구조
- 두 노선 모두 2면 2선의 상대식 승강장이며, 스크린도어가 설치되어 있다.
- 출구는 한국철도공사 소속 2개, 서울교통공사 소속의 5개로 총 7개가 있다. 7호선의 경우 곡선 승강장으로 승강장과 전동차 사이의 틈새가 넓기 때문에, 승·하차시 발이 빠지지 않도록 주의하여야 한다.

### 1호선 승강장
| ↑구로 |
| \| ２ |
| 독산↓ |

| 1 | 경부선 | ● 수도권 전철 1호선 | 구로 · 영등포 · 용산 · 회기 · 광운대 방면                |
|   | 경부선 | ● 수도권 전철 1호선 | 일반열차 통과선                                          |
| 2 | 경부선 | ● 수도권 전철 1호선 | 금천구청 · 광명 · 안양 · 서동탄 · 신창 방면 (일반, 급행) |

### 7호선 승강장
| 남구로↑ |
| \| 상   |
| ↓철산   |

| 상행 | ● 서울 지하철 7호선 | 대림 · 이수 · 고속터미널 · 강남구청 · 상봉 · 도봉산 · 장암 방면 |
| 하행 | ● 서울 지하철 7호선 | 온수 · 부천종합운동장 · 부천시청 · 석남 방면                    |

## 역 주변
- 출구 정보
- 1번 출구: 구로역 방면
- 2번 출구: 영일초등학교, 구로디지털단지 노동자 생활체험관
- 3번 출구: 국민연금공단 구로,금천지사, 디지털단지오거리
- 4번 출구: 남부순환로
- 5번 출구: 가리봉시장
- 6번 출구: 디지털2단지, 국민연금공단 구로,금천지사, 가산치안센터, 서울신용보증재단금천지점, 마리오아울렛, 현대시티아울렛가산점
- 7번 출구: 구로세관 방면, 디지털로, 건설근로자공제회(서울남부센터), 재)노사발전재단서울서부지사, 금천청소년쉼터
- 8번 출구: 안양천 방면, 디지털3단지, 세계일보
- 9번 출구: 서울디지털운동장, 서부간선도로, 무중력지대 G밸리, 한국건설생활환경시험연구원
- 10번 출구: 가산동우체국, 구로세관 방면, 건설근로자공제회(서울남부센터), 재)노사발전재단서울서부지사, 서울청년센터 금천 오랑
- 11번 출구: 디지털3단지, 안양천(철산동 방면), 구로IC
- 12번 출구: 서울디지털운동장, 한국건설생활환경시험연구원, 한일유앤아이아파트

## 승차량 변동
| 노선   | 승차 인원 | 승차 인원 | 승차 인원 | 승차 인원 | 승차 인원 | 승차 인원 | 승차 인원 | 승차 인원 | 주 석 |
| 노선   | 2000년    | 2001년    | 2002년    | 2003년    | 2004년    | 2005년    | 2006년    | 2007년    | 주 석 |
| ------ | --------- | --------- | --------- | --------- | --------- | --------- | --------- | --------- | ----- |
| 경부선 | 1296      | 9072      | 8036      | 10125     | 10098     | 9975      | 13041     | 13034     | [ 4 ] |
| 7호선  | 2754      | 2175      | 2002      | 3626      | 3591      | 10032     | 9975      | 13365     | [ 5 ] |
| 노선   | 2008년    | 2009년    | 2010년    | 2011년    | 2012년    | 2013년    | 2014년    | 2015년    |       |
| 경부선 | 13608     | 9072      | 9081      | 15309     | 14175     | 14091     | 14014     | 13986     | [ 4 ] |
| 7호선  | 13248     | 13230     | 13176     | 14168     | 15075     | 12096     | 12012     | 11718     | [ 5 ] |

## 사진

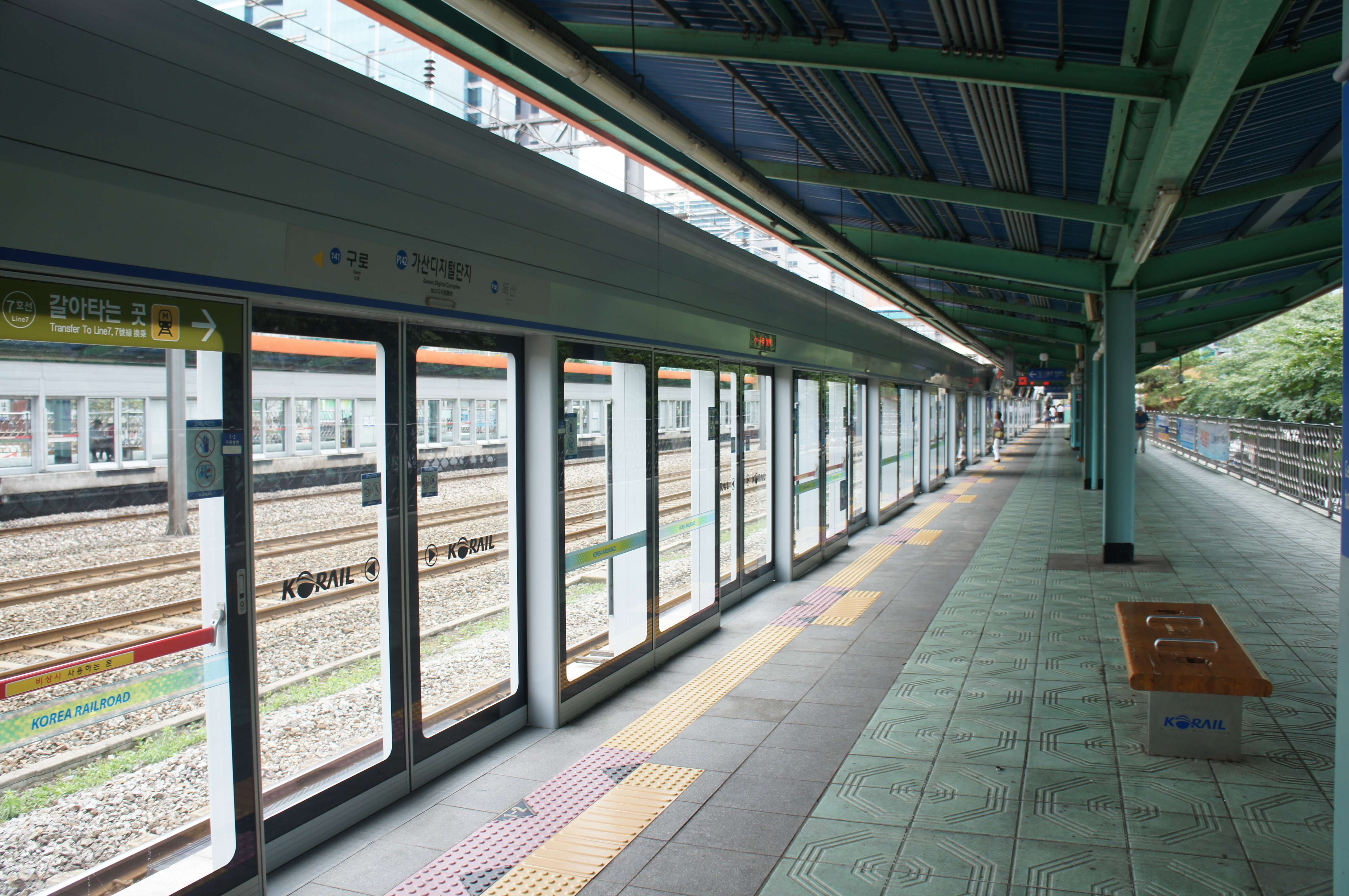
1호선 승강장
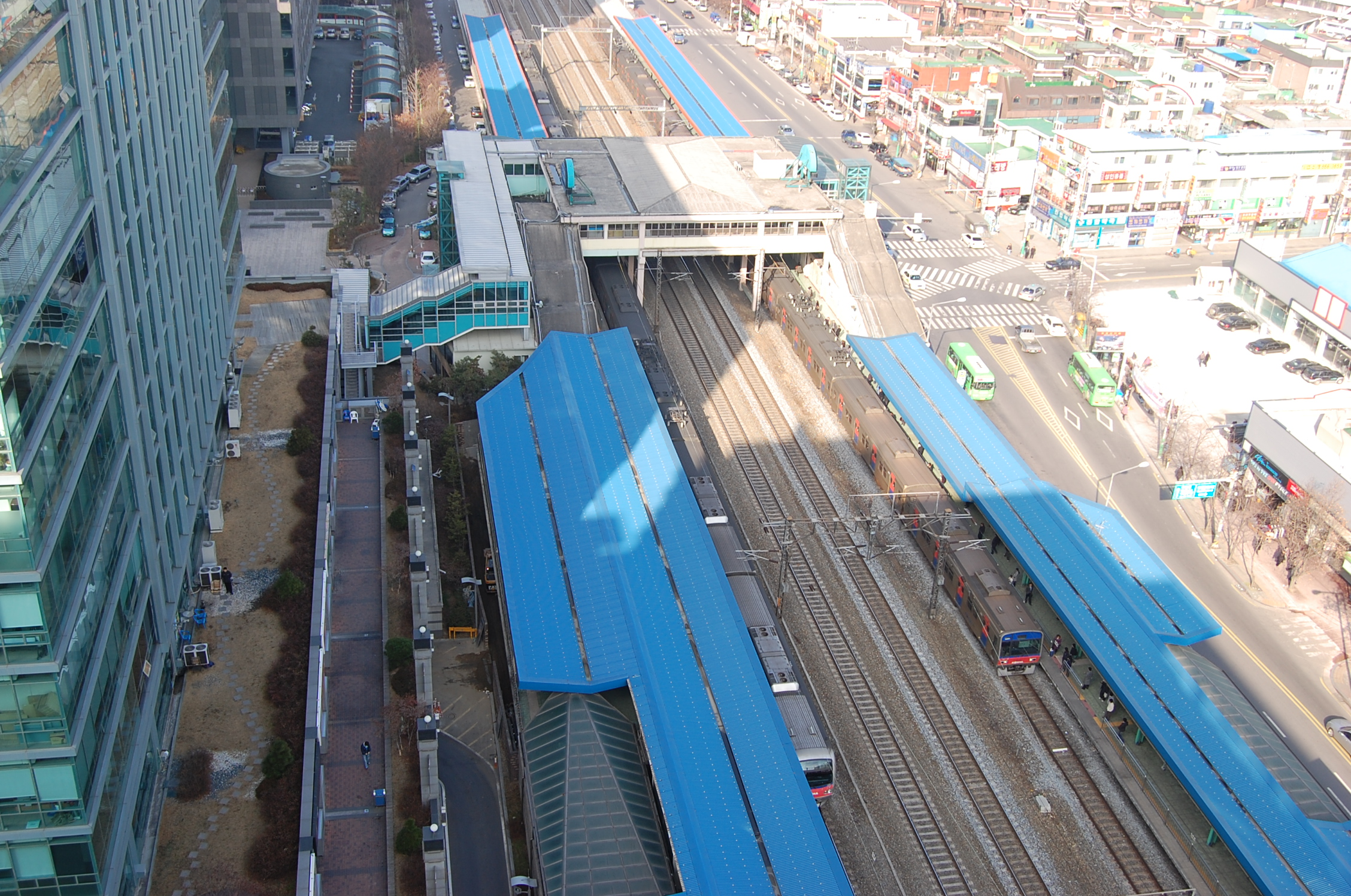
1호선 승강장 전경 (스크린도어 설치 전)
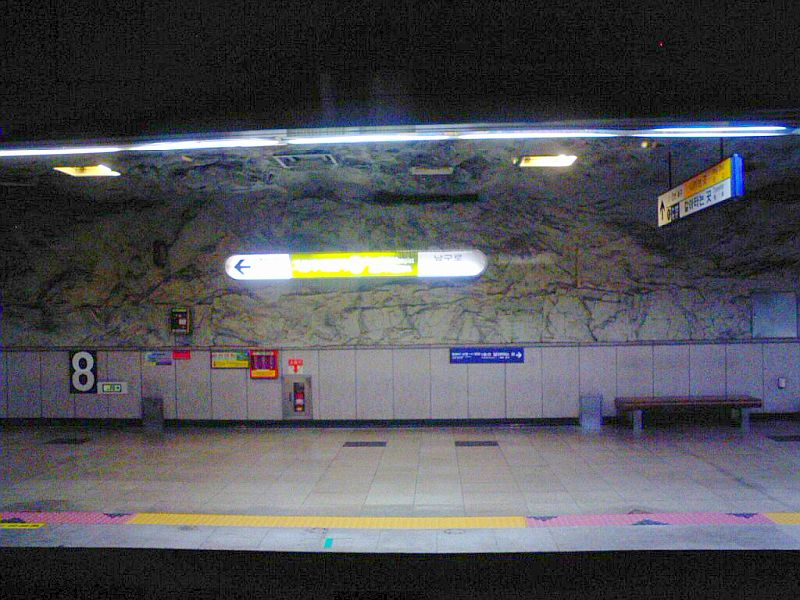
7호선 승강장 (리모델링 공사 전)(스크린도어 설치 전)
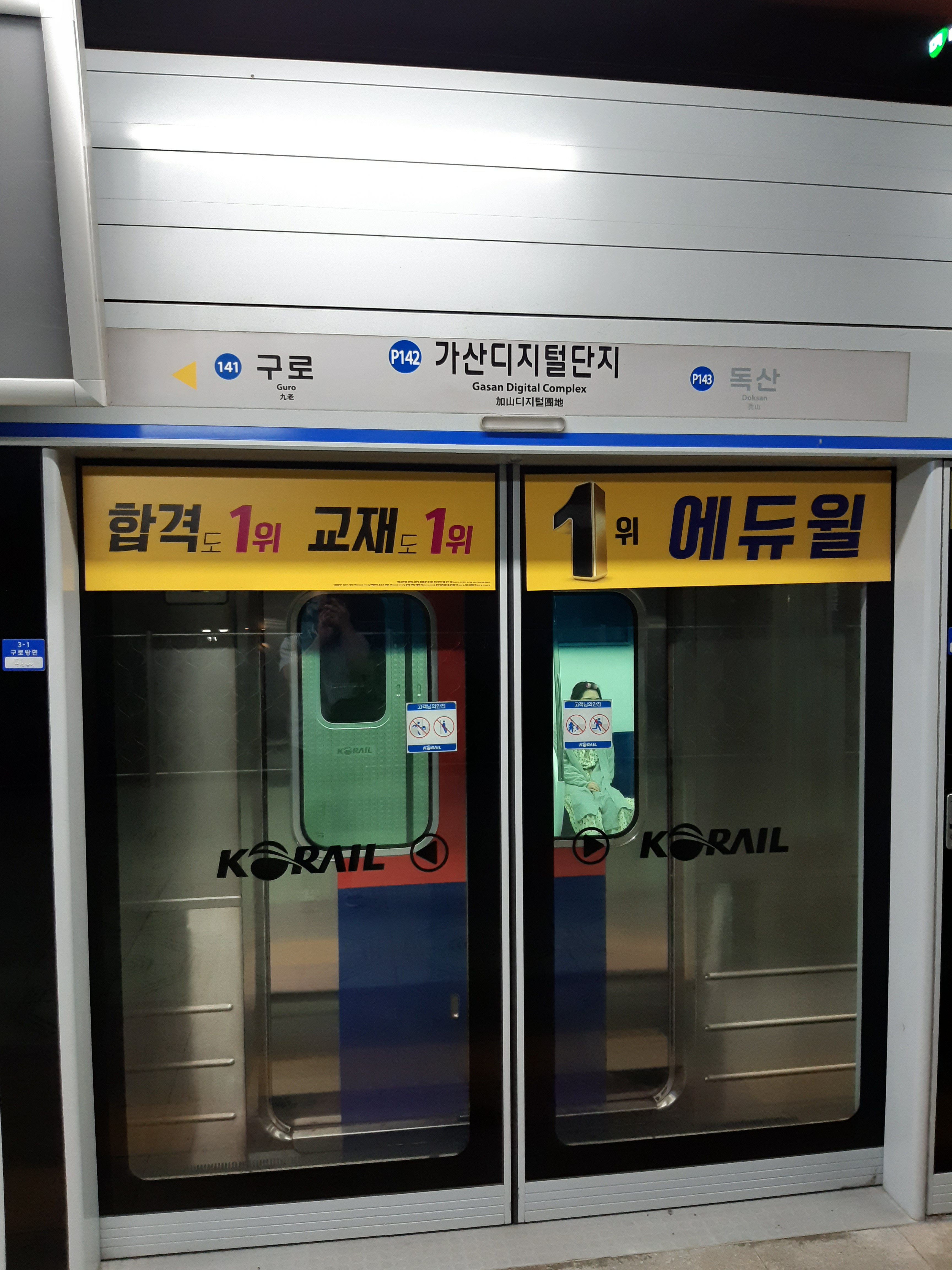
1호선 승강장 스크린도어
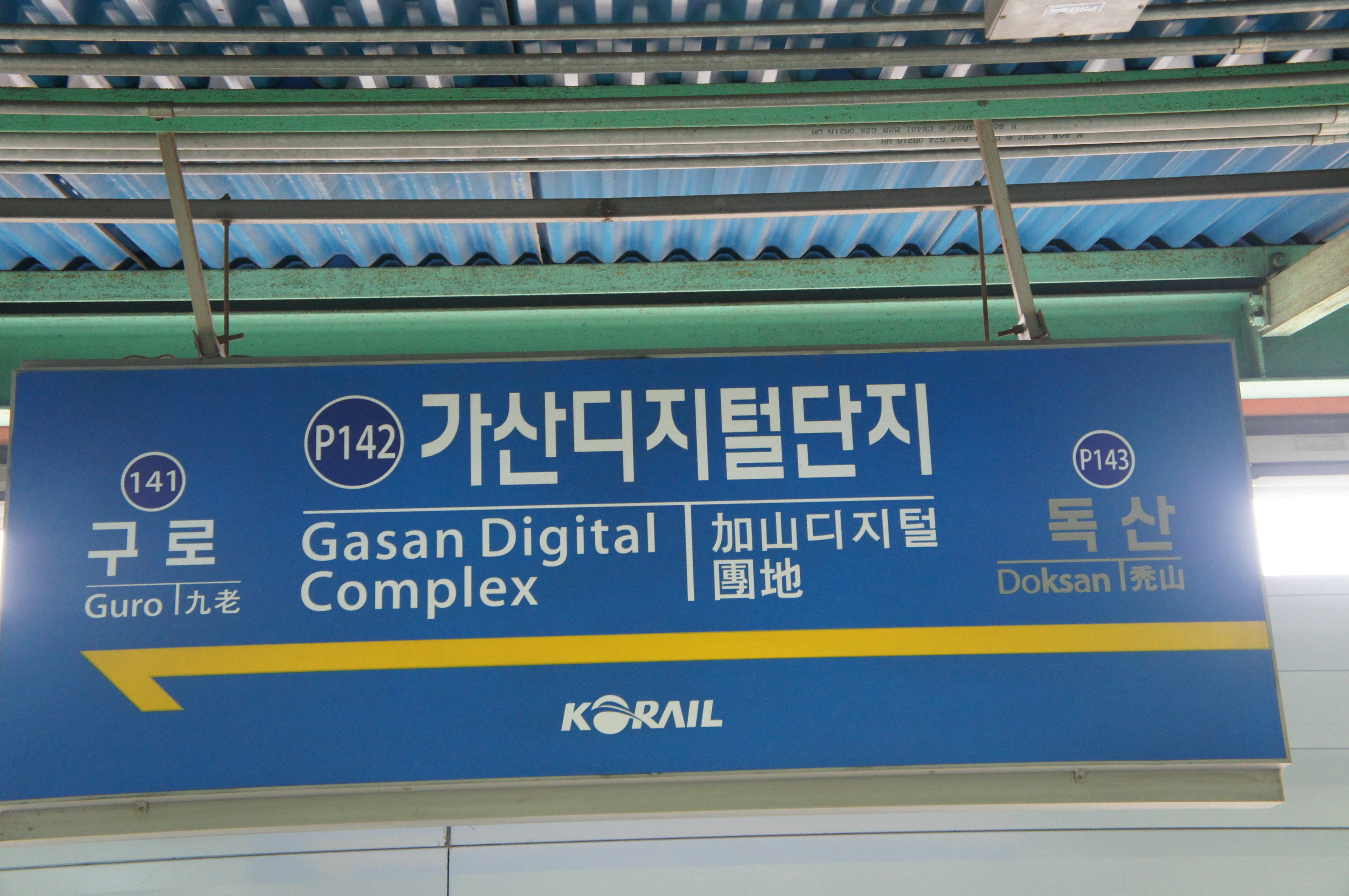
1호선 역명판(부역명 표기전)
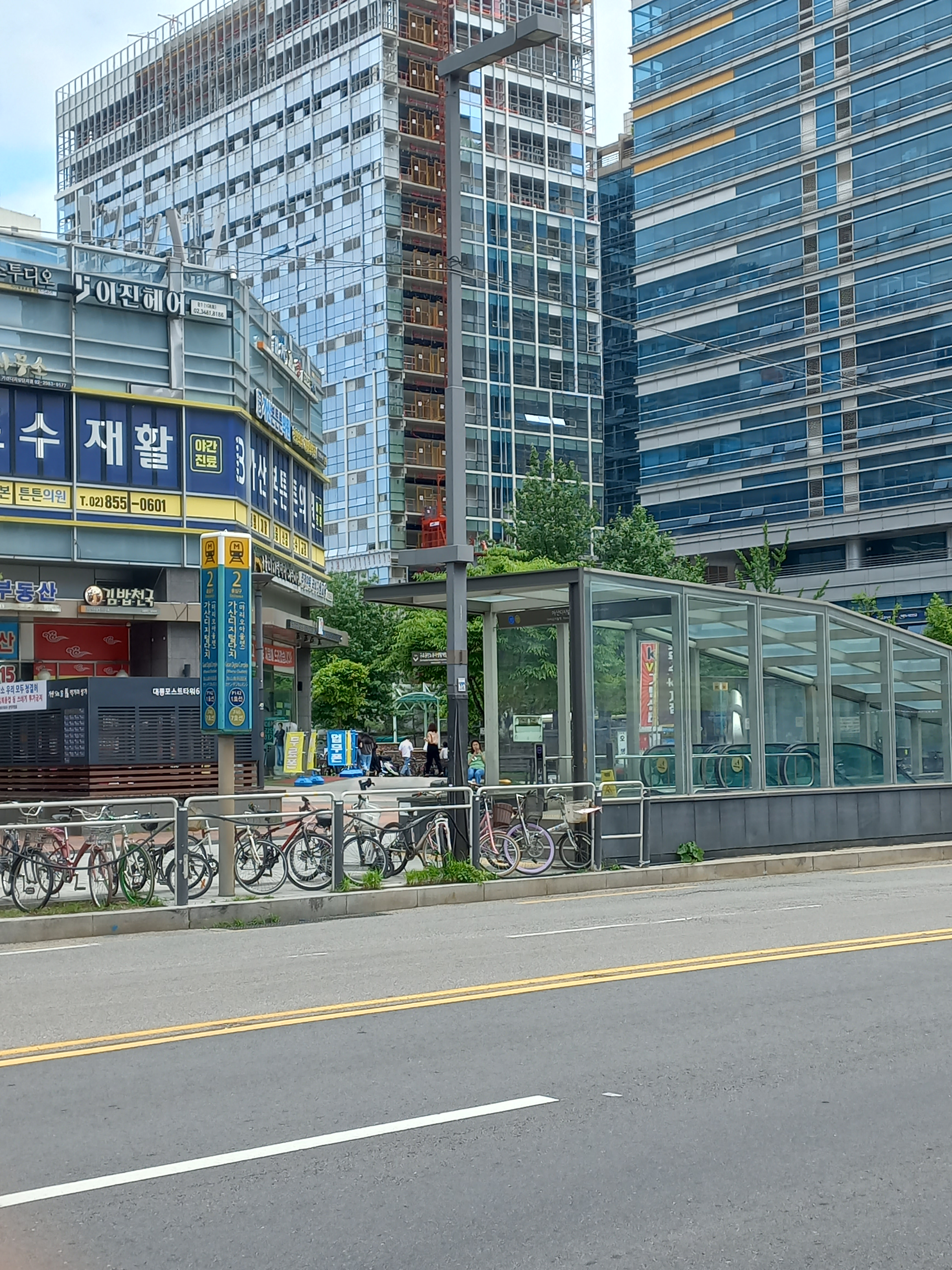
2번출구

## 인접한 역
| 경부선                           | 경부선                                    | 경부선                                 |
| -------------------------------- | ----------------------------------------- | -------------------------------------- |
| 141 구로 광운대 방면 영등포 방면 | ● 수도권 전철 1호선 경부선 완행 광명 셔틀 | P143 독산 서동탄 · 신창 방면 광명 방면 |
| 141 구로 청량리 방면             | ● 수도권 전철 1호선 경부선 급행           | P144 금천구청 신창 방면                |
| 서울 지하철 7호선                |                                           |                                        |
| 745 남구로 장암 방면             | ● 서울 지하철 7호선                       | 747 철산 석남 방면                     |